# Hasítottorrú denevérek
A hasítottorrú denevérek (Nycteridae), az emlősök (Mammalia) osztályába a denevérek (Chiroptera) rendjébe, a kis denevérek (Microchiroptera) alrendjébe tartozó  család. A családba egyetlen nem tartozik.

## Előfordulásuk
Afrika trópusi tájain, a Közel-Keleten, valamit Ázsia déli részén honosak. Száraz, erdős-szavannás területeken lakói, néhány faj a sűrű erdős területeken is megtalálható.

## Megjelenésük
Orrnyergen végighúzódó, hosszanti barázdáról kapták a nevüket. Az ide tartozó fajok a magas frekvenciájú hangokat az orrukon keresztül bocsátják ki. Füleik feltűnően nagyok, hosszabbak a fejüknél.

## Életmódjuk
Elsősorban rovarevők, levegőben és a földön is vadásznak különböző gerinctelenekre.

## Rendszerezés
A családba az alábbi nem és fajok tartoznak
- Nycteris (G. Cuvier and E. Geoffroy, 1795) – 12 faj, hasítottorrú-denevérek
  - Nycteris arge
  - gambiai hasítottorrú-denevér (Nycteris gambiensis)
  - nagy hasítottorrú-denevér (Nycteris grandis)
  - Nycteris hispida
  - Nycteris intermedia
  - Szunda-szigeteki hasítottorrú-denevér (Nycteris javanica)
  - Nycteris macrotis
  - Nycteris major
  - apró hasítottorrú-denevér (Nycteris nana)
  - egyiptomi hasítottorrú-denevér (Nycteris thebaica)
  - ázsiai hasítottorrú-denevér (Nycteris tragata)
  - Wood-hasítottorrúdenevér (Nycteris woodi)

## Külső hivatkozás
- Képek az interneten a hasítottorrú denevérekről